# 부자스포르
부자스포르(Bucaspor)는 튀르키예 이즈미르 주 이즈미르의 부자를 연고지로 한 축구 클럽이다.